# H-Aero
Pour les articles homonymes, voir Aero.

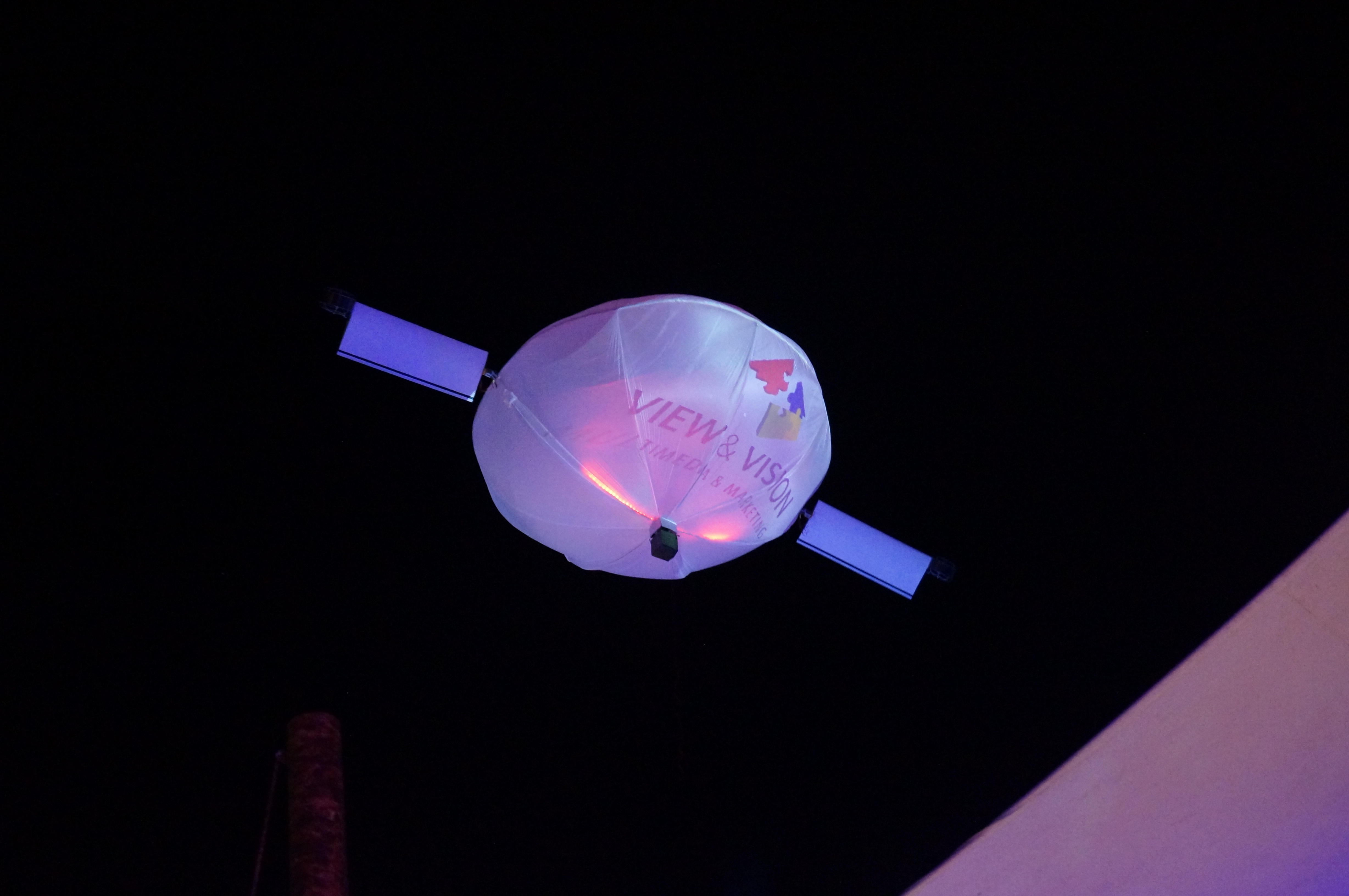
Prototype H-Aero One en vol au défilé de mode Kurru Kurru à Ibiza (août 2016).

H-Aero (aussi écrit : H-AERO) est un avion hybride de la start-up Hybrid-Airplane GmbH de Baden-Baden qui est conçu comme un dirigeable hybride. Il se distingue des avions conventionnels de ce type par sa capacité supplémentaire d'être un aéronef à décollage et atterrissage verticaux (VTOL).

## Histoire
Le prototype, H-Aero One, qui peut tirer son énergie de propulsion entièrement de sources l'énergie renouvelable grâce à des cellules solaires, a été présenté pour la première fois à l'ILA (Salon aéronautique international de Berlin), à Berlin du 1er au 4 juin 2016. Cet objet volant protégé par un brevet a été développé par Csaba Singer en coopération avec l'Université de Stuttgart. L'ingénieur Csaba Singer a étudié l'ingénierie aérospatiale à l'université de Stuttgart. Après avoir obtenu son diplôme, il a obtenu un doctorat du Centre aérospatial allemand dans le cadre des technologies des énergies renouvelables. L'avion hybride est financé par EXIST (Förderprogramm), une initiative du  ministère fédéral de l'Économie (Allemagne). En juin 2012 le jury du congrès de la NASA „Concepts and Approaches for Mars Exploration“ a jugé ce concept, parmi d'autres, comme une façon alternative de mener l'exploration de Mars à vue d'oiseau et a invité Singer à présenter le concept à Houston. Le produit H-Aero One , prêt à la production, a été dévoilé lors de la foire commerciale de Nuremberg, U.T.SEC - Unmanned Technologies & Security, les 2 et 3 mars 2017. H-Aero One a volé en public pour la première fois au CeBIT 2017 à Hanovre .
En tant que "quatrième concept de vol durable", H-Aero convainc le jury du ministère de l'Économie, du Travail et du Logement de Baden-Württemberg et décerne à Hybrid-Airplane Technologies le prix de l'innovation à Stuttgart, 2019.
En octobre 2020, un jury d'experts issus du monde des affaires, des sciences, de la société et de la politique a choisi le gagnant avec la devise du concours "intelligemment en mouvement : ensemble". En réseau. Mobil" a sélectionné le h-aero comme l'un des finalistes et lui a décerné le prix allemand de la mobilité,.

## Conception
L'avion combine la portance statique et dynamique. Il a le choix entre une configuration à symétrie miroir ou à symétrie de rotation dans sa totalité, utilisant ainsi le fonctionnement de ballon, d´avion et d'hélicoptère. Il possède une cellule à gaz et deux ailes pivotantes à 180° avec des profils symétriques, chacune avec un  moteur électrique à l'extrémité de l'aile. Comme d'habitude avec les ballons, le vecteur de levage statique (gaz de levage) et le vecteur du poids de la charge utile, y compris les batteries, sont disposés en face l'un de l'autre. L'enveloppe n'a pas la forme d'un cigare, mais est à symétrie de rotation, comme un  Frisbee. Les vecteurs des éléments supportés ne sont pas répartis sur toute la longueur comme dans les dirigeables sur des supports d'ancrage (avant), des ensembles de queue (arrière) et la cabine au milieu. Contrairement aux avions basés uniquement sur la portance dynamique, l'Universal Flyer peut décoller et rester en l'air de manière beaucoup plus efficace sur le plan énergétique ,,.
Le système de vol initialement sans pilote, dont l'enveloppe a un diamètre de trois mètres, peut décoller et atterrir verticalement (VTOL) et se déplacer comme un avion. La vitesse de vol est d'environ 20 km/h, l'altitude maximale de vol étant d'environ 4000 mètres. Avec un poids à sec de 4400 grammes. H-Aero One peut déplacer des charges utiles allant jusqu'à trois kilogrammes . Grâce à l'Hélium , H-Aero possède sa propre portance naturelle (statique) et peut ainsi atteindre une durée de vol allant jusqu'à neuf heures. H-Aero peut être commandé par  modem radio, par téléphonie mobile ou à l'intérieur par Wi-Fi.

## Modèles d'avions hybrides

### H-Aero Zero

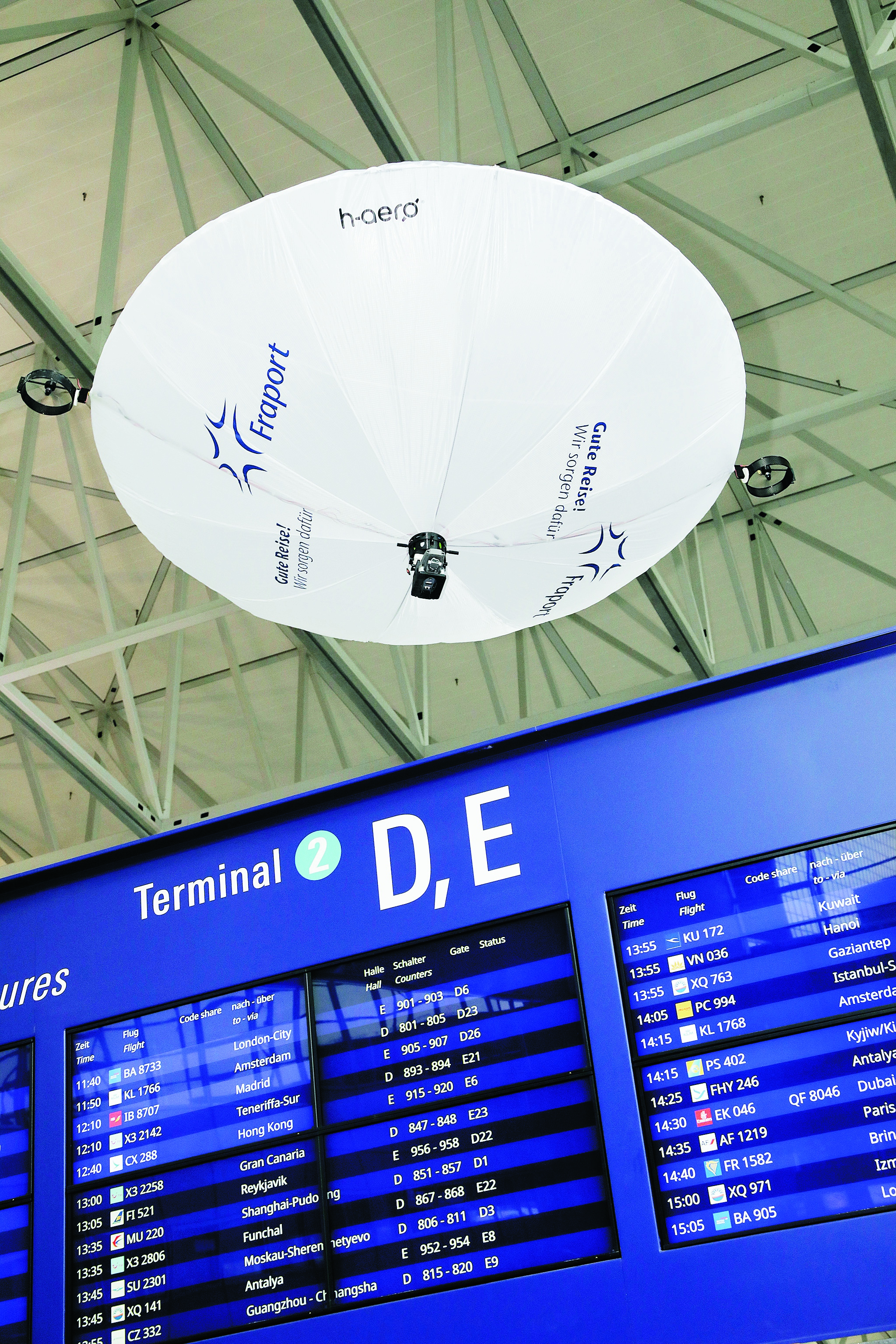
H-Aero One.

Le H-Aero Zero est le plus petit modèle avec une envergure de 3 mètres et convient pour des applications intérieures et extérieures avec des vents allant jusqu'à 10 km/h, rafales comprises. Avec une charge utile de 500 grammes, une vitesse de pointe de 10 km/h, le Zéro peut rester en l'air pendant 160 minutes.

### H-Aero One
Le H-Aero One a un diamètre de 5 mètres et peut transporter 3 kilogrammes pendant 400 minutes. Avec une vitesse de pointe de 15 km/h, il convient pour des applications intérieures et extérieures dans des vents contraires allant jusqu'à 10 km/h, rafales comprises.,

### H-Aero Zero Plus
En 2018, la société a développé le H-Aero zero+ avec une capacité de charge utile de 1,2 kg. Le système a été utilisé pour tester des applications intérieures et extérieures, notamment à l'aéroport de Francfort en 2019 pour soutenir le personnel au sol et au-dessus de la zone industrielle de la municipalité de Sonnenbühl pour contrôler les émissions thermiques des installations industrielles. En 2020, le système a soutenu des salons numériques pendant la  COVID-19-Pandemie en tant que caméra volante pour enregistrer et diffuser numériquement l'événement.

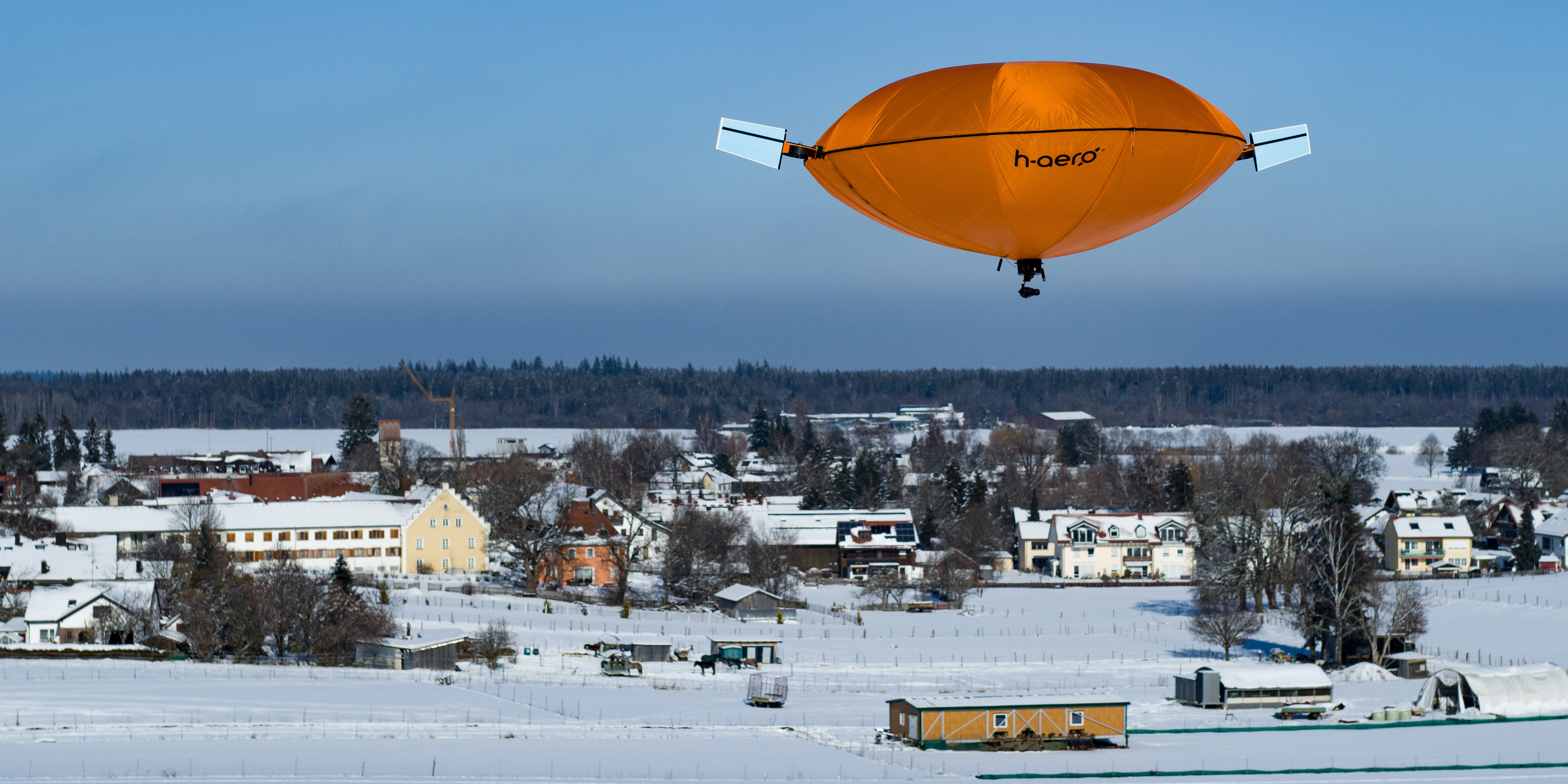
H-Aero Zero Plus.

## Utilisations
H-Aero peut être utilisé comme plate-forme de surveillance, pour des vols de caméras, ou même comme ballon météo  Ballon-sonde réutilisable. Dans les versions plus importantes en cours de conception, il contribuera ultérieurement au déploiement à court terme des réseaux de communication ,.
Le H-Aero peut être utilisé tel quel pour les inspections industrielles, telles que les inspections d'aéronefs ou les inspections de puits et de tunnels, ainsi que les inspections agricoles et forestières,.

## Prix
- Prix allemand de l'innovation aérospatiale 2017, finaliste dans la catégorie réduction des émissions[26]
- Concours européen de navigation par satellite (ESNC), Baden-Württemberg Challenge, LiveEO - Intégration de constellations autonomes de drones "h-aero" dans les services satellitaires pour l'observation de la Terre en temps réel 2017, 2e place.
- Copernicus Masters, LiveEO - UAV Integration into Satellite-EO 2017, 1ère place[27]
- A reçu le label "Member of Solar Impulse Efficient Solution" de la Solar Impulse Fondation, juin 2018[28]
- Lauréat du Prix de l'innovation du Land de Bade-Wurtemberg 2019 [9]
- Lauréat du prix allemand de la mobilité octobre 2020[29]

## Publications scientifiques
- „Welt der Wunder : Innovationspreis für Hybrid Flugzeugkonzept“, Universität Stuttgart[30]
- „Fliegen mit Solar-Luftschiffen“, Solarenergie-Förderverein Deutschland e.V.[31]
- A Novel Non-Polluting VTOL Hybrid Airplane (2008), Deutsches Zentrum für Luft- und Raumfahrt (DLR)[32]
- Concepts and Approaches for Mars Exploration (2012) : Ultralight Solar Powered Hybrid Research Drone, Lunar and Planetary Institute[33]